# Sarah Lee Lippincott
Pour les articles homonymes, voir Lippincott.
Sarah Lee Lippincott, née le 26 octobre 1920 et morte le 28 février 2019,, également connue sous le nom de Sarah Lee Lippincott Zimmerman, est une astronome américaine. Elle a été professeur émérite d'astronomie au Swarthmore College et directrice émérite de l'observatoire Sproul du college. Elle a été une pionnière dans l'utilisation de l'astrométrie pour déterminer le caractère des étoiles binaires et rechercher des planètes extrasolaires.

## Biographie
Sarah Lee Lippincott est née en 1920 et a fréquenté le collège pour femmes de l'Université de Pennsylvanie dans les années 1940, où elle a joué dans l'équipe de basket-ball féminin.
Sarah Lee Lippincott a obtenu un Bachelor of Arts de l'Université de Pennsylvanie en 1941 et un Master of Arts du Swarthmore College en 1942.
Après avoir obtenu son diplôme de l'Université de Pennsylvanie, Sarah Lee Lippincott a fréquenté le Swarthmore College, où elle a travaillé en étroite collaboration avec Peter van de Kamp sur de nombreux projets d'astrométrie entre 1945 et sa retraite en 1972. Elle a écrit la notice nécrologique de Peter van de Kamp à sa mort en 1995. Elle est devenue directrice de l'observatoire après la retraite de Peter van de Kamp en 1972.
Elle fut la troisième épouse de Dave Garroway, l'animateur fondateur de l'émission Today de la NBC. Garroway s'intéressait activement à l'astronomie et ils se sont rencontrés lors d'une tournée d'observatoires en Union soviétique qu'elle organisait. Après le suicide de Garroway à son domicile en 1982, elle a contribué à la création du Laboratoire Dave-Garroway pour l’étude de la dépression à l’Université de Pennsylvanie.
Elle a mené de nombreuses études astrométriques d'étoiles proches avec van de Kamp à la recherche de planètes extrasolaires. Elle a rapporté la découverte de plusieurs objets de masse substellaire et a proposé un compagnon planétaire de 0,01 masse solaire (~10 masses joviennes) à l'étoile Lalande 21185 en 1951. La même proposition d’objets planétaires a également été faite pour un certain nombre d’autres étoiles. Les revendications relatives aux plus petits objets planétaires n’ont jamais été confirmées et ont progressivement été discréditées. Cependant, elle réussit assez bien à utiliser les mêmes techniques pour caractériser de nombreux systèmes d'étoiles binaires. Ses calculs de 1951 sur l'orbite du difficile système d'étoiles binaires astronomiques Ross 614 ont été utilisés pour rechercher et imager avec succès l'étoile secondaire du système. Walter Baade a utilisé ces calculs pour trouver et résoudre optiquement ce système binaire pour la première fois à l’aide du nouveau télescope Hale, de 5 mètres (200 pouces), à l’observatoire Palomar, en Californie.
Elle est listée comme professeur émérite d'astronomie et directrice émérite de l'observatoire Sproul dans le catalogue 2010 du Swarthmore College. Elle a publié ses derniers articles de recherche en astronomie en 1983. En 2009, elle a assisté à la cérémonie d'inauguration du nouvel observatoire Peter van de Kamp au Swarthmore College.
Lippincott est décédée le 28 février 2019 à Kendal Longwood.

## Honneurs et récompenses
En 1966, elle a reçu le Kappa Kappa Gamma Alumnae Achievement Award.
En 1973, l'Université Villanova lui décerne un doctorat honorifique en sciences,.
En 1976, elle a été élue parmi les Filles distinguées de Pennsylvanie (en tant que Madame Christian Zimmerman).

## Publications

### Livres
Lippincott est l'auteur de deux livres, avec des coauteurs : 
- Philadelphia: The Unexpected City ; avec Laurence Lafore ; Editeur: Doubleday & Co .; 1ère édition (1er janvier 1965); ASIN: B002LQQJR4
- Point to the Stars - Revised Edition ; avec Joseph Maron Joseph ; Editeur: McGraw-Hill Book Company (1967); ASIN: B002BG231A

### Articles
Lippincott a publié plus de cent articles au cours de sa carrière.
- A determination of the parallax and mass-ratio of 6 Equulei (Détermination de la parallaxe et du rapport de masse de 6 Equulei) par Peter van de Kamp et Sarah Lee Lippincott, Astronomical Journal, Volume 51, page 162 (1945)
- An unseen companion to 36 Ursae Majoris A from analysis of plates taken with the Sproul 61-CM refractor (Un compagnon invisible pour 36 Ursae Majoris A d'après l'analyse de plaques obtenues avec le réfracteur Sproul de 61 cm) de S.L. Lippincott, Astronomical Society of the Pacific, Publications, Volume 95, pages 775 à 777 (1983)